# XVI Всесоюзный кинофестиваль
16-й Всесоюзный кинофестиваль проходил с 17 по 26 мая 1983 года в Ленинграде, в концертном зале «Октябрьский».
Председатели организационного комитета смотра: заместитель председателя исполнительного комитета Ленинградского совета Наталья Елисеева и председатель Госкино СССР Филипп Ермаш.
Председатель жюри конкурса художественных фильмов: Игорь Таланкин Народный артист РСФСР.
Председатель жюри конкурса фильмов для детей и юношества: Владимир Грамматиков Лауреат премии Ленинского комсомола.
Председатель жюри конкурса мультипликационных фильмов: Фёдор Хитрук Народный артист РСФСР.
Председатель жюри конкурса документальных и научно-популярных фильмов: Ефим Учитель Народный артист СССР.

## Награды

### Художественные фильмы
Главный приз по разделу художественных фильмов:
- «Частная жизнь» (режиссёр Юлий Райзман) Мосфильм
- «Влюблён по собственному желанию» (режиссёр Сергей Микаэлян) Ленфильм
- «Юность гения» (режиссёр Эльёр Ишмухамедов) Узбекфильм

Приз по разделу фильмов для детей и юношества:
- «Мужское воспитание» (режиссёры Усман Сапаров, Язгельды Сеидов) Туркменфильм
- «Семеро солдатиков» (режиссёр Эдуард Бочаров) Киностудия имени Горького
- «Всё могло быть иначе» (режиссёр Валериу Жереги) Молдова-фильм

Приз жюри за творческий поиск в жанре музыкальной кинодрамы:
- творческому коллективу картины «Звезда и Смерть Хоакина Мурьеты» (режиссёр Владимир Грамматиков) Киностудия имени Горького

Приз за вклад в развитие советской кинокомедии:
- Эльдару Рязанову в фильме «Вокзал для двоих» Мосфильм

Приз за остропублицистическую разработку проблем современной деревни:
- «Надежда и опора» (режиссёр Виталий Кольцов) Мосфильм

Приз «Память» за раскрытие темы патриотизма советских людей в годы Великой Отечественной войны:
- «Песнь прошедших дней» (режиссёр Альберт Мкртчян) Арменфильм
- «В талом снеге звон ручья» (режиссёр Валерий Тальвик) Таджикфильм

Приз за экранное воплощение литературного произведения:
- «Кукарча» (режиссёры Сико и Кети Долидзе) Грузия-фильм

Приз за экранное воплощение гуманистического пафоса:
- «Низами» (режиссёр Эльдар Кулиев) Азербайджанфильм

Приз «Надежда» за режиссёрский дебют:
- Валерию Рыбареву в фильме «Чужая вотчина»

Призы за лучшие актёрские работы:
- Вайва Майнелите, Валентинас Масальскис, Альгимантас Масюлис в фильме «Лето кончается осенью» (режиссёр Гитис Лукшас) Литовская киностудия

Приз за лучшую женскую роль:
- Людмила Гурченко в фильме «Вокзал для двоих» (режиссёр Эльдар Рязанов) Мосфильм
- Любовь Соколова в фильме «Надежда и опора» (режиссёр Виталий Кольцов) Мосфильм

Приз за лучшую мужскую роль:
- Олег Янковский в фильме «Влюблён по собственному желанию» (режиссёр Сергей Микаэлян) Ленфильм

Приз за лучшую операторскую работу:
- Татьяна Логинова в фильме «Юность гения» (режиссёр Эльёр Ишмухамедов) Узбекфильм

Приз за лучшее художественное оформление:
- Александр Верещагин, Евгений Игнатьев в фильме «Чужая вотчина» (режиссёр Валерий Рыбарев) Беларусьфильм

Диплом жюри за разработку нравственной темы:
- «Родителей не выбирают» (режиссёр Вадим Трунин) Ленфильм

Диплом за яркое раскрытие темы «Человек и природа»:
- «Рысь выходит на тропу» (режиссёр Агаси Бабаян) Центрнаучфильм

Приз за лучшее раскрытие темы защиты детства:
- «Переворот по инструкции 107» (режиссёр Загид Сабитов) Узбекфильм

Диплом жюри за режиссуру:
- Бидзина Рачвелишвили в фильме «Лома — забытый друг» Грузия-фильм

Диплом жюри:
- сюжет «Антракт» (режиссёр Валентин Ховенко) в выпуске № 23 киножурнала «Ералаш» Киностудия имени Горького

### Научно-популярные фильмы
Первый приз:
- «Царапина на льду» (режиссёр Анатолий Борсюк) Киевнаучфильм

Второй приз:
- «Никогда не говори „никогда“» (режиссёр Евгений Покровский) Центрнаучфильм

### Документальные фильмы
Приз жюри за глубокое раскрытие темы детского творчество:
- «Свои совсем особые стихи» (режиссёр Людмила Станукинас) Ленинградская студия документальных фильмов

Приз за лучший кинорепортаж:
- «Чёрный ход» (режиссёры Александр Иванкин, Марк Авербух) Центральная студия документальных фильмов

Приз за яркое раскрытие темы интернационализма:
- «Мы не сдаёмся, мы идём» (режиссёр Михаил Литвяков) Ленинградская студия документальных фильмов

### Мультипликационные фильмы
Первый приз:
- «Жил-был пёс» (режиссёр Эдуард Назаров) Союзмультфильм
- «Осень» (режиссёр Андрей Хржановский) Союзмультфильм

Второй приз:
- «Искатель благополучия» (режиссёр Арнолдс Буровс) Рижская киностудия

Диплом жюри:
- сюжет «Что случилось с крокодилом?» (режиссёр Александр Горленко) в мультжурнале «Весёлая карусель» Союзмультфильм
- «Пуговица» (режиссёр Владимир Тарасов) Союзмультфильм
- «Пещера дракона» (режиссёр Вячеслав Белов) Киргизфильм